# Plaza y Monumento a la Chinita
Plaza y Monumento a la Chinita también conocido alternativamente como Plaza del Rosario de la Virgen de Chiquinquirá o simplemente Paseo de la Chinita es una de la plazas más emblemáticas de la ciudad de Maracaibo, entre las calles 95 y 96 y Avenidas 12 y 8, al norte del Estado Zulia y al oeste del país sudamericano.
Los trabajos para su construcción comenzaron en 2002 con recursos del gobierno del Estado Zulia en ese entonces encabezado por Manuel Rosales. Fue inaugurada como un monumento a la Virgen María en su advocación de la Virgen de Chiquinquirá que es patrona del Estado Zulia, por lo que tiene especial relevancia para los católicos locales.

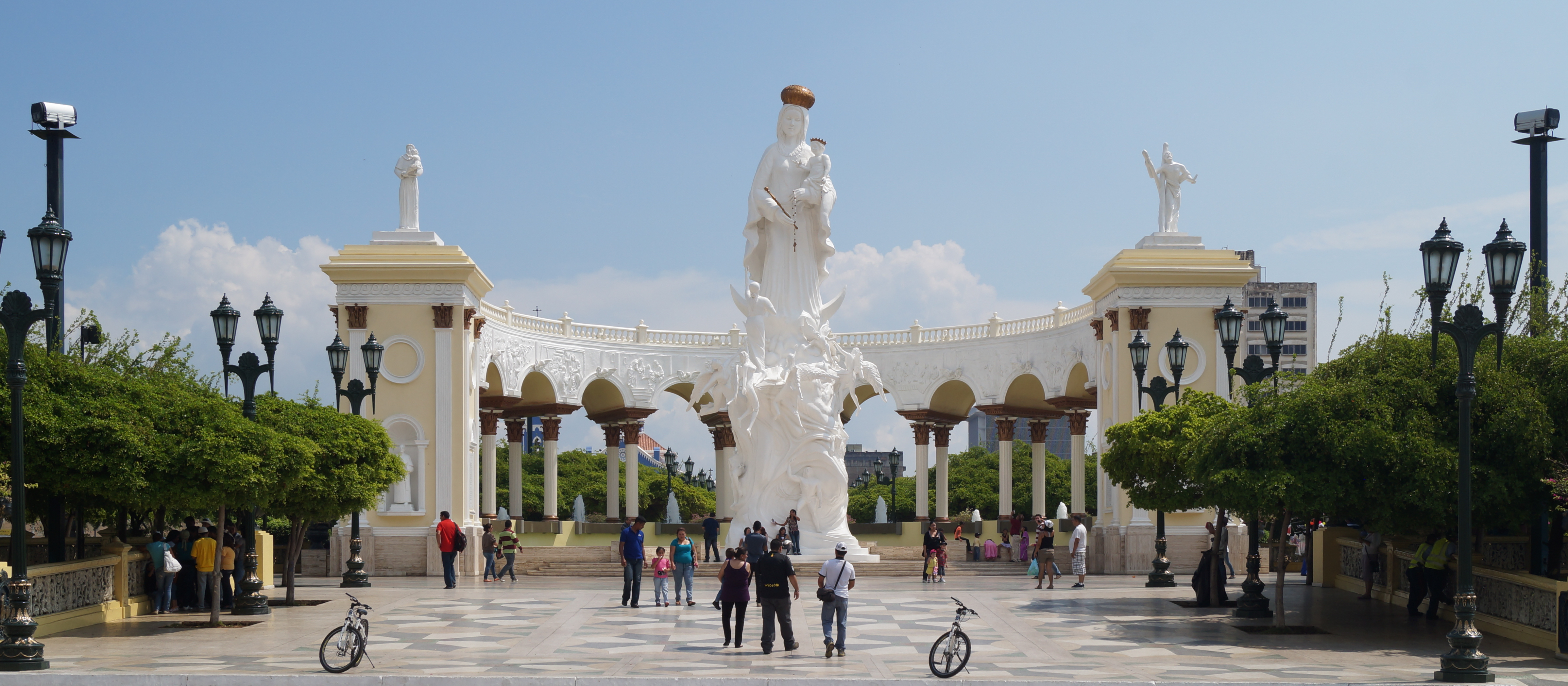
El monumento principal

Posee numerosas fuentes, arreglos florales y está coronada por una escultura de la Virgen María de 8 metros sobre una base de 7 metros, que está rodeada por ángeles y querubines, se subdivide en 3 etapas la de San Juan de Dios, el Monumento de la Virgen y la de San Sebastián. Fue inaugurada el 24 de marzo de 2004 para honrar un suceso histórico y religioso del 18 de noviembre de 1709 y a unos metros de la Basílica de Chiquinquirá.